# Elyāsī-ye Aḩmad
Elyāsī-ye Aḩmad (persiska: الياسي احمد) är en ort i Iran.   Den ligger i provinsen Kermanshah, i den västra delen av landet, 500 km väster om huvudstaden Teheran. Elyāsī-ye Aḩmad ligger 640 meter över havet och antalet invånare är 631.
Terrängen runt Elyāsī-ye Aḩmad är varierad. Runt Elyāsī-ye Aḩmad är det ganska tätbefolkat, med 72 invånare per kvadratkilometer. Närmaste större samhälle är Sarpol-e Z̄ahāb, 17,6 km söder om Elyāsī-ye Aḩmad. Omgivningarna runt Elyāsī-ye Aḩmad är i huvudsak ett öppet busklandskap.